# 猎隼
猎隼（学名：Falco cherrug）为隼科隼属的鸟类。多生活于高山和高原。该物种的模式产地在印度。

## 保护
- 中国国家重点保护动物等级：一级

## 亚种

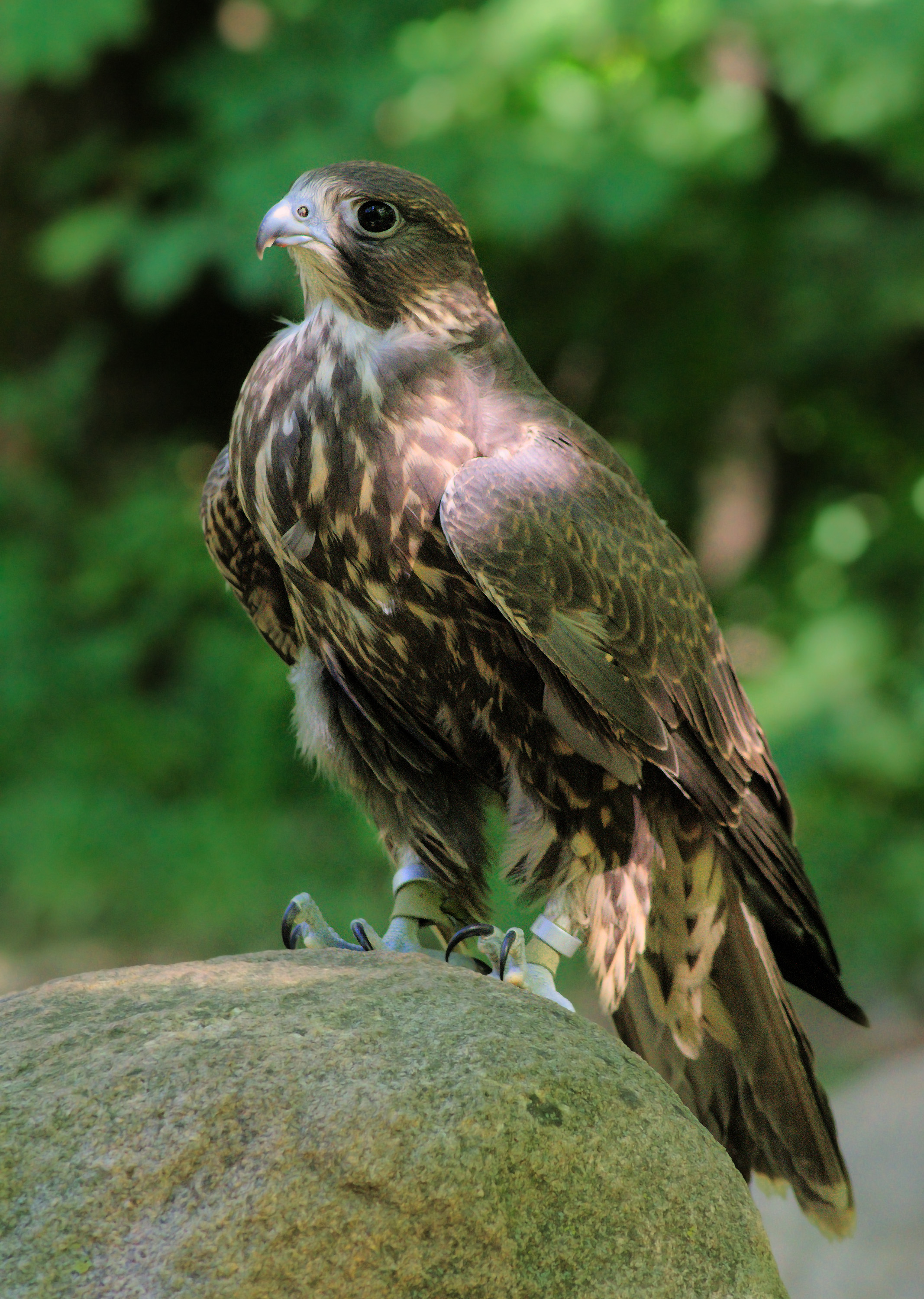
莫斯科猎鹰队训练

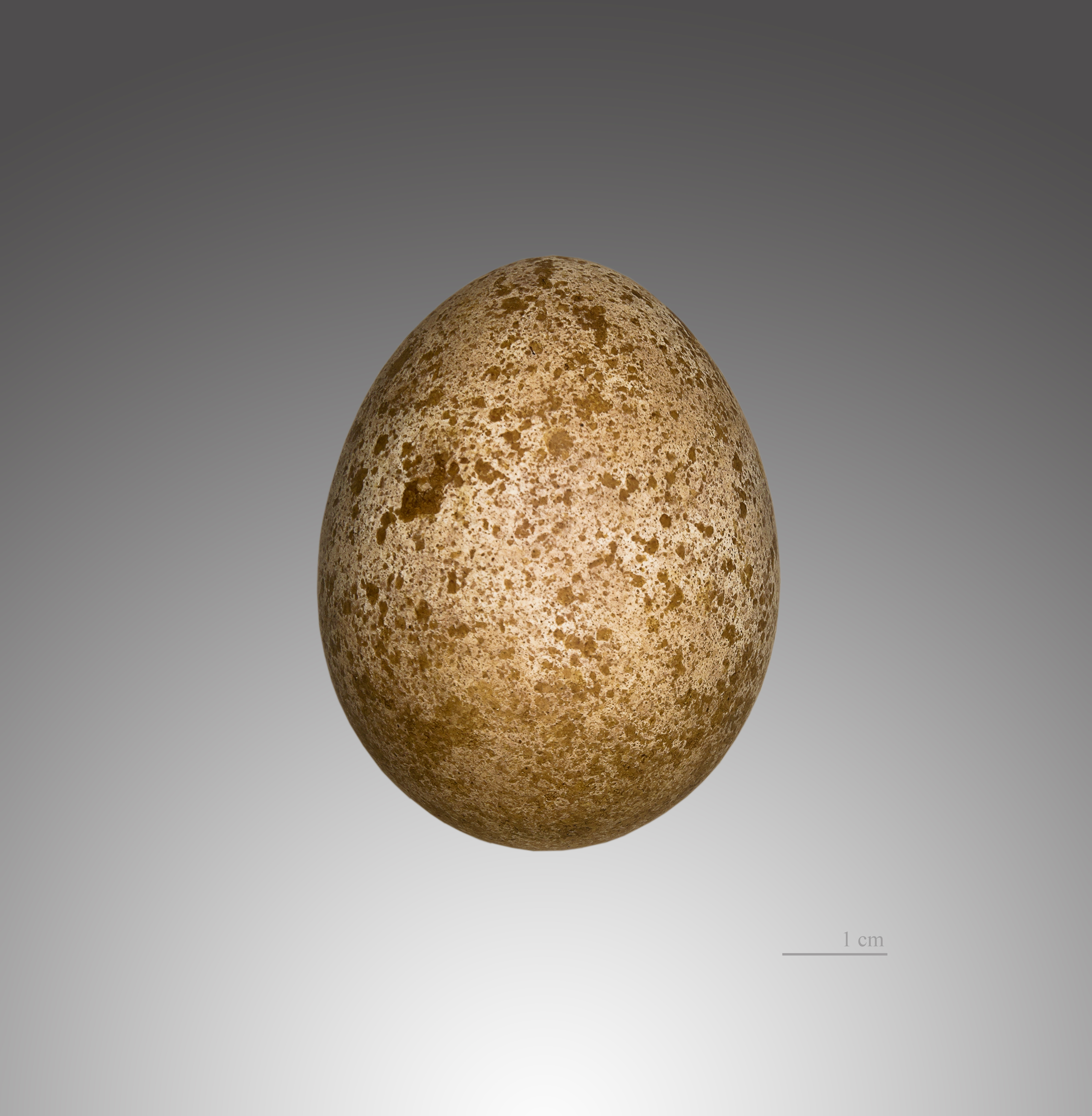
Falco cherrug

- 猎隼北方亚种（学名：Falco cherrug milvipes）。在中国大陆，分布于新疆、青海、四川、甘肃、内蒙古、辽宁、西藏、河北等地。该物种的模式产地在印度Umballa。[2]